# Districtul La-ngu
La-ngu (în thailandeză ละงู) este un district (Amphoe) din provincia Satun, Thailanda, cu o populație de 63.933 de locuitori și o suprafață de 380,35 km².

## Componență
Districtul este subdivizat în 6 subdistricte (tambon), care sunt subdivizate în 64 de sate (muban).
| Nr. | Nume      | În thailandeză | Sate | Locuitori |  |
| 1.  | Kamphaeng | กำแพง          | 12   | 16,915    |  |
| 2.  | La-ngu    | ละงู            | 18   | 19,796    |  |
| 3.  | Khao Khao | เขาขาว         | 7    | 6,020     |  |
| 4.  | Pak Nam   | ปากน้ำ          | 11   | 9,757     |  |
| 5.  | Nam Phut  | น้ำผุด           | 6    | 7,982     |  |
| 6.  | Laem Son  | แหลมสน         | 10   | 3,463     |  |